# Blue Origin NS-16
Blue Origin NS-16  fue una misión de vuelo suborbital tripulado operada por Blue Origin el 20 de julio de 2021.Esta misión llevó a la persona más joven y a la más longeva en viajar al espacio así como a Jeff Bezos y a su hermano. La misión también se convirtió en el primer vuelo totalmente automatizado con pasajeros civiles. El vuelo calificó a la tripulación como astronautas comerciales según la FAA.
La misión fue el decimosexto vuelo del vehículo de lanzamiento y la nave espacial integrados New Shepard de la compañía, y su primer vuelo con tripulación. Llevó al espacio al multimillonario estadounidense y fundador de Blue Origin Jeff Bezos, a su hermano Mark, a la piloto y candidata a Mercury 13 Wally Funk de 82 años, y al estudiante holandés Oliver Daemen de 18 años. 
El vuelo comenzó desde el sitio de lanzamiento suborbital de Blue Origin en el oeste de Texas a bordo del tercer vuelo del propulsor New Shepard NS4 y la nave espacial RSS First Step, ambos habían volado previamente en NS-14 y NS-15 a principios de año. NS-16 fue el primer vuelo espacial tripulado desde el estado estadounidense de Texas. 

## Tripulación
Cuatro miembros de la tripulación volaron en NS-16. Originalmente, el ganador anónimo de una subasta de $28 millones realizada por Blue Origin en apoyo de su programa Club for the Future iba a ser el cuarto miembro de la tripulación en RSS First Step. Sin embargo, el ganador anónimo tenía conflictos de programación no especificados y se volvió a manifestar para un futuro vuelo de New Shepard; Daemen ocupó el puesto vacante. El padre de Oliver, Joes Daemen, director ejecutivo de la firma de capital privado Somerset Capital Partners, pagó por el cuarto puesto.
| Posición   | Astronauta    |
| ---------- | ------------- |
| Turista    | Jeff Bezos    |
| Comandante | Mark Bezos    |
| Turista    | Wally Funk    |
| Turista    | Oliver Daemen |